# Cyphostemma oxyphyllum
Cyphostemma oxyphyllum är en vinväxtart som först beskrevs av Achille Richard, och fick sitt nu gällande namn av K. Vollesen. Cyphostemma oxyphyllum ingår i släktet Cyphostemma och familjen vinväxter. Inga underarter finns listade i Catalogue of Life.